# 4810 Ruslanova
A 4810 Ruslanova (ideiglenes jelöléssel 1972 GL) a Naprendszer kisbolygóövében található aszteroida. Ljudmila Ivanovna Csernih fedezte fel 1972. április 14-én.